# Inajá (Paraná)
Pour les articles homonymes, voir Inajá.
Inajá est une municipalité brésilienne de la microrégion de Paranavaí dans l'État du Paraná.